# Airosperma psychotrioides
Airosperma psychotrioides är en måreväxtart som beskrevs av Karl Moritz Schumann och Carl Karl Adolf Georg Lauterbach. Airosperma psychotrioides ingår i släktet Airosperma och familjen måreväxter.
Artens utbredningsområde är Papua Nya Guinea. Inga underarter finns listade i Catalogue of Life.